# Saint-Étienne-sur-Usson
 Saint-Étienne-sur-Usson  es una comuna y población de Francia, en la región de Auvernia, departamento de Puy-de-Dôme, en el distrito de Issoire y cantón de Sauxillanges.
Su población en el censo de 2018 era de 267 
habitantes.
Está integrada en la Communauté de communes du Pays de Sauxillanges.